# Fernando Birri

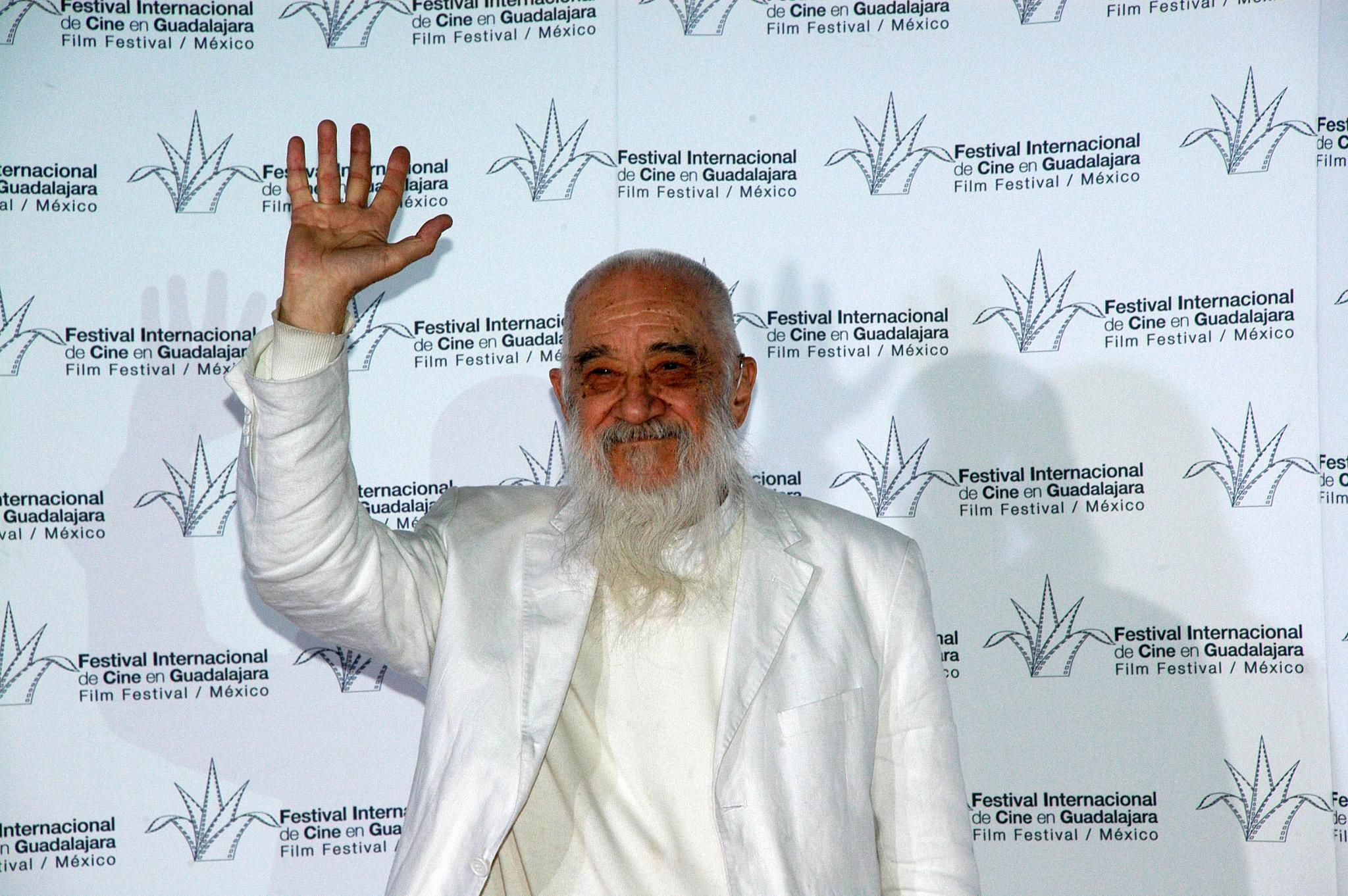
Fernando Birri, 2008

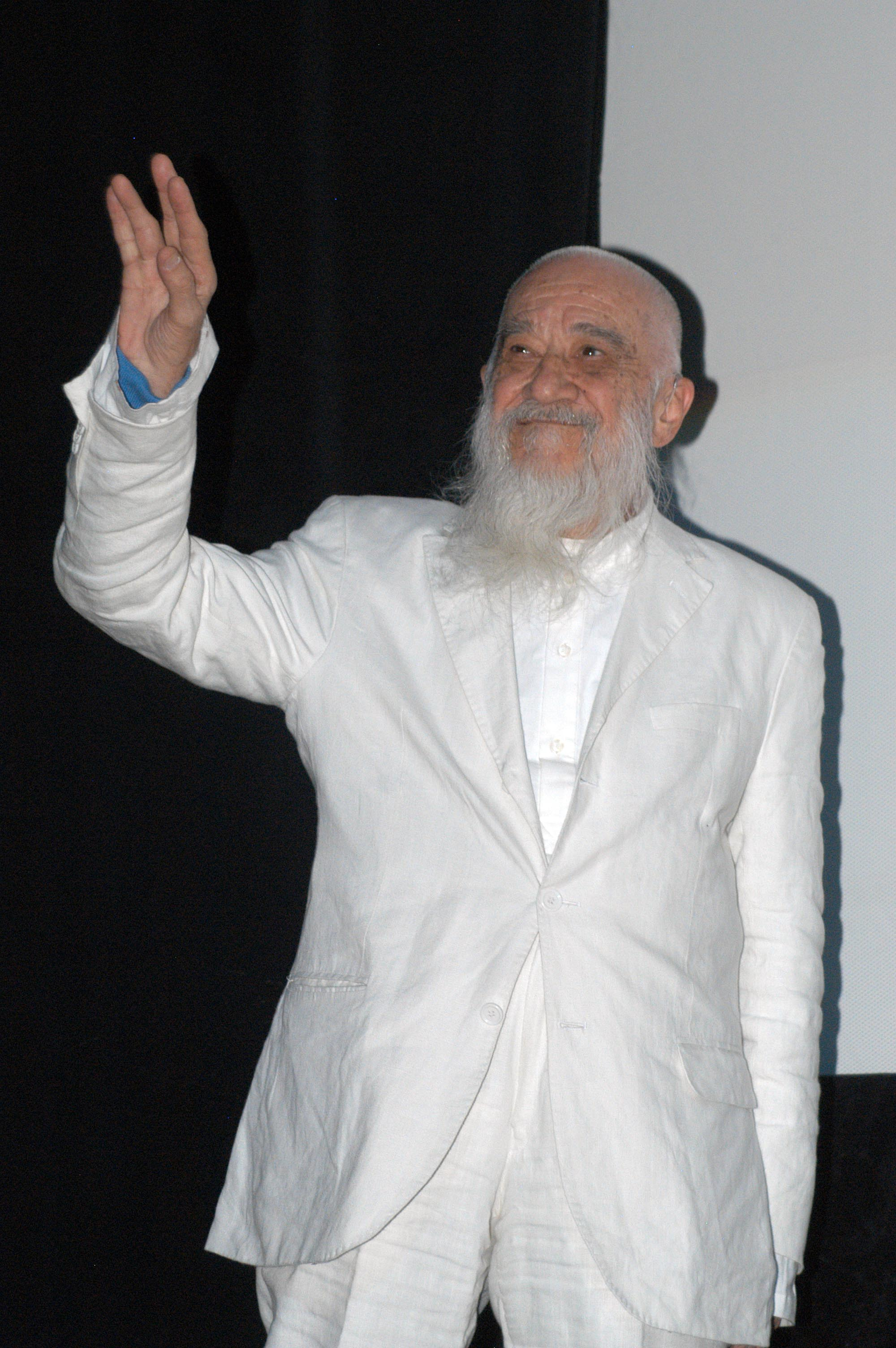
Fernando Birri, 2008

Fernando Birri (* 13. März 1925 in Santa Fé, Argentinien; † 27. Dezember 2017 in Rom) war ein argentinischer Regisseur, Filmtheoretiker, Dichter und Puppenspieler. Nicht nur laut Gabriel García Márquez galt als er als einer, wenn nicht sogar der „Vater des Neuen Lateinamerikanischen Films“.

## Biografie
Birri – Nachkomme italienischer Auswanderer – studierte Film am Centro Sperimentale in Rom. Sein Studium schloss er dort im Jahr 1952 ab. Bereits während seiner Studienzeit drehte er 1951 die Dokumentarfilme Seliunte und Alfabeto Notturno. Zusammen mit Mario Verdone, Professor am Centro Sperimentale, führte er Regie bei dem Historienfilm Immagini popolari siciliane sacre e profane. Außerdem verfasste er das Drehbuch für den Film One is One.
1953/1954 war er an den Dreharbeiten zu den Filmdramen Am Rande der Großstadt von Carlo Lizzani und Das Dach von Vittorio De Sica beteiligt. Das Drehbuch zu letzterem schrieb – wie häufig bei de Sica – Cesare Zavattini, der Birri schon als Dozent an der Universität tief beeindruckt und gefördert hatte. Als Schauspieler war Birri in dem Filmdrama Die Verirrten zu sehen. 1955 brachte er das Szenario von El indio Fernández zu Papier.
Nach seiner Rückkehr nach Argentinien gründete er im Jahr 1959 in seiner Heimatstadt Santa Fé das Instituto de Cinematografía de la Universidad del Litoral. Es ist die in dieser Form erste Filmschule Lateinamerikas. Zusammen mit Studenten drehte er in den Jahren 1956 bis 1958 den Dokumentarfilm Tire dié (deutscher Titel: Einen Groschen oder auch Gib ’nen Groschen). Birri brachte seine Vorstellungen in einem Begleittext zu diesem Film – er bezeichnete ihn als Manifest – zum Ausdruck: „Ich bin für den nationalen, wirklichkeitsnahen und volkstümlichen Film.“
1960 drehte er im Auftrag der Instituto Nacional de Cinematografía Argentino den Kurzfilm Buenos días, Buenos Aires. Sein im selben Jahr verfasstes „Manifest für ein nationales realistisches, kritisches und populäres Kino“ machte ihn zu einer der Gründungsfiguren des Neuen Lateinamerikanischen Kinos. Diesen Ruf festigte er durch seine 1961 entstandene Filmkomödie Die Überfluteten, die bei den Filmfestspielen von Venedig uraufgeführt und beim Festival in Karlovy Vary präsentiert und ausgezeichnet wurde.
1962 drehte er den Dokumentarfilm La Pampa gringa und veröffentlichte das Buch La escuela Dokumentas de Santa Fé, das seine Arbeit als Lehrer und die in seiner Schule entstandenen Projekte dokumentierte. Birri, inzwischen weltweit als Filmemacher wahrgenommen, nahm als Vertreter Argentiniens an zahlreichen internationalen Konferenzen teil.
1965 zwangen politische Veränderungen in seinem Heimatland den Filmemacher dazu, Argentinien zu verlassen. Aus der Ferne musste er miterleben, wie seine Filme verboten wurden und die von ihm geleitete Schule geschlossen wurde. Nach einer freudlosen Odyssee durch Mittel- und Südamerika entschloss sich Birri, zurück nach Italien zu gehen. Dort schrieb er zusammen mit dem Schriftsteller Vasco Pratolini das Drehbuch Mal D’America, einer Geschichte die von Migration und Rückkehr erzählt. Der Film wurde niemals gedreht, das Drehbuch erschien Anfang 2011 in einem italienischen Kleinverlag in Buchform. Birris Schaffen prägten die Erfahrungen des Exils, des Scheiterns seiner Schule und der zunehmenden Ernüchterung im Hinblick auf seine im Zusammenhang mit Lateinamerika geäußerten Vorstellungen. 1966 drehte er den Kurzfilm Castagnino, diario romano und schrieb zusammen mit Ansano Giannarelli am Drehbuch zu dem Filmdrama Sierra Maestra, das 1967 in Italien in die Kinos kam. Birri trat in diesem Film auch als Schauspieler auf.
Im selben Jahr begann Birri mit der Arbeit an seinem – wie er selbst sagt – „dunklem Opus Magnum“ ORG. Über zehn Jahre arbeitete er an diesem Film, der Adaption von Thomas Manns Kurzroman „Die vertauschten Köpfe“, der wiederum auf einer indischen Legende basiert. ORG gilt als einer der konsequentesten Experimentalfilme aller Zeiten, in einer der Hauptrollen ist Terence Hill zu sehen, der die Fertigstellung des Films auch mitfinanzierte. Seine Premiere hatte ORG 1979 bei den Filmfestspielen in Venedig. Das Publikum – vor allem Kenner von Birris früheren Arbeiten – reagierte, ebenso wie die Filmkritik, gespalten auf den Film, den Birri explizit als Kino-Experience bezeichnete.
1983 drehte Birri den Dokumentarfilm Rafael Alberti, un retrato del poeta por Fernando Birri, ein Porträt des spanischen Künstlers Rafael Alberti in seinem römischen Exil. Mitte der 80er Jahre wandte sich Birri wieder verstärkt lateinamerikanischen Themen zu. Remitente: Nicaragua – Carta al Mundo, 1984 entstanden, ist Ausdruck der Solidarität mit der nicaraguanischen Revolution. In der Dokumentation Mi hijo el Ché – Un retrato de familia de don Ernesto Guevara erzählt Ernesto Guevara Lynch anhand von Familiendokumenten aus dem Leben seines Sohnes Che Guevara.
Einen wichtigen Anstoß für das lateinamerikanische Filmschaffen stellte das „1.  Internationale Festival des Neuen Lateinamerikanischen Kinos“ dar, das 1979 in Havanna stattfand. Dort wurden Birris frühes Werk und sein Einsatz für die Entwicklung eines eigenständigen lateinamerikanischen Films gewürdigt. Spätestens damit war Birri als eine der großen Vaterfiguren dieses Kinos etabliert.
1982 gründete er an der Universidad de Los Andes in Mérida (Venezuela) das „Laboratorio ambulante de Poéticas Cinematográficas – Cátedra Glauber Rocha“, das dann in Rom, Bilbao, Mexiko-Stadt, Managua, Bogotá, Medellín, Maputo, Stockholm, Göteborg und Buenos Aires unterschiedlichste Projekte und Lehrveranstaltungen organisierte.
1985 wurde Birri vom „Instituto Nacional de Cinematografía Argentino“ eingeladen, sich nach 22 Jahren wieder offiziell am kulturellen Leben seines Heimatlandes zu beteiligen; er kehrte zu seinen Wurzeln als Filmemacher, der Filmemacher ausbildet, zurück und rief das Seminar „Erinnerung und Zukunft: Die Dokumentarfilmschule von Santa Fé und das Neue Lateinamerikanische Kino“ ins Leben, dessen praktisches Resultat eine neue Filmschule ist.
Einer der Höhepunkte in Birris Leben war die Gründung der „Internationalen Hochschule für Film und Fernsehen“ in San Antonio de los Baños auf Kuba. Sie nahm ihre Arbeit offiziell im Dezember 1986 auf und soll laut Birri eine Ausbildungsstätte für Filmemacher aus Lateinamerika, der Karibik, aus Afrika und Asien sein. Schnell bürgerte sich für diese Schule der Beiname „die Schule der drei Welten“ ein. Zahlreiche mittlerweile anerkannte Filmemacher aus aller Welt erhielten dort ihre Ausbildung.
1988 drehte Birri seinen letzten großen Spielfilm Un señor muy viejo con unas alas enormes, einen Fantasyfilm nach einer Erzählung seines langjährigen Freundes Gabriel García Márquez. Der Film hatte bei den Internationalen Filmfestspielen von Venedig seine Premiere und wurde mit dem Preis für die beste Filmmusik ausgezeichnet. 1994 entstand das dokumentarische Filmessay Sur, sur, sur. Zu der 1999 erschienenen animierten Dokumentation Das Jahrhundert des Sturms schrieb Birri zusammen mit Eduardo Galeano das Drehbuch und führte Regie.
Birris Film Elegia friuliana (Friulianische Elegie), eine essayistische Auseinandersetzung mit Birris Vorfahren, die aus dem Friaul stammten, kam 2007 heraus. 2011 entstand unter seiner Regie der 2012 auf dem Mar del Plata Film Festival laufende Fantasyfilm El Fausto Criollo. Seine letzte Arbeit leistete Birri 2017 für eine Folge der komödiantischen Talk-Show Decile a mamá que estamos todos bien.

## Filmografie
- 1951: Alfabeto nocturno
- 1951: Selinunte
- 1951: Immagine populari siciliane sacre e profane, gemeinsam mit Mario Verdone
- 1951: Ubuuu, gemeinsam mit Folco Quilici, Bruno Bottai
- 1959: Die Wahrhaftige Geschichte der ersten Gründung von Buenos Aires (La Primera fundación de Buenos Aires)
- 1959: Guten Tag, Buenos Aires (Buenos días, Buenos Aires)
- 1960: Einen Groschen oder auch Gib ’nen Groschen (Tire dié), Dokumentarfilm
- 1961: Die Überfluteten (Los Inundados), Spielfilm
- 1962: Che, Buenos Aires
- 1963: Die Erde der Ausländer (La Pampa gringa)
- 1964: Gaitán a casa
- 1967: Castagnino, ein römisches Tagebuch (Castagnino, diario romano)
- 1977: Org – Szene 24: ‚Die Kamera obscura‘ (Org – Escena 24: ‚La camera oscura‘)
- 1978: Org
- 1984: Absender Nicaragua – Brief an die Welt (Remitente Nicaragua – Carta al mundo)
- 1983: Rafael Alberti, ein Porträt des Dichters von Fernando Birri (Rafael Alberti, un retrato del poeta)
- 1985: Mein Sohn Che (Mi hijo el Che)
- 1988: Ein sehr alter Mann mit großen Flügeln (Un Señor muy viejo con unas alas enormes), Spielfilm
- 1989: Vu cumpra – hat keinen Sinn (Vu cumpra – No tiene sentido)
- 1995: Süden Süden Süden (Sur Sur Sur)
- 1997: Che: Tod der Utopie (Che, ¿muerte de una utopía?)
- 1998: Enredando sombras. – Cien años de cine en América Latina y el Caribe, gemeinsam mit Federico García Hurtado, Andrés Marroquín, Jacobo Morales, Pablo Rodríguez Jáuregui, Juan Carlos Tabío, Edmundo Aray, Marcela Fernández Violante, Julio García Espinosa, María Novaro, David Rodríguez, Orlando Senna, Iván Trujillo
- 1999: Das Jahrhundert des Sturms (El Siglo del viento)
- 2006: ZA 05. Lo viejo y lo nuevo
- 2007: Elegie von Friau (Elegia Fruiliana)
- 2011: El Fausto Criollo